# Saint-Grégoire-d'Ardennes

Saint-Grégoire-d'Ardennes este o comună în departamentul Charente-Maritime, Franța. În 1 ianuarie 2022 avea o populație de 144 de locuitori.